# Pseudostenophylax sophar
Pseudostenophylax sophar är en nattsländeart som beskrevs av Schmid 1991. Pseudostenophylax sophar ingår i släktet Pseudostenophylax och familjen husmasknattsländor. Inga underarter finns listade i Catalogue of Life.